# Streepkopvliegenvanger
De streepkopvliegenvanger (Bradornis microrhynchus, synoniem: Melaenornis microrhynchus) is een zangvogel uit de familie Muscicapidae (vliegenvangers).

## Verspreiding en leefgebied
Deze soort heeft vijf ondersoorten: 
- B. m. microrhynchus: zuidwestelijk Kenia en Tanzania.
- B. m. neumanni: van zuidelijk Soedan tot centraal Somalië en noordelijk Kenia.
- B. m. burae: zuidoostelijk Somalië en oostelijk Kenia.
- B. m. taruensis: zuidoostelijk Kenia.
- B. m. pumilus: centraal Ethiopië en noordelijk Somalië.